# Almogàver
|  | Per a altres significats, vegeu «Almogàvers (desambiguació)». |

Almogàvers era la denominació que reben els soldats autònoms en forma de companyies d'infanteria lleugera alçades a la corona catalanoaragonesa  (on es podien dir miquelets) i a la corona de Castella (on també s'anomenaven peones) durant l'edat mitjana, entre els segles xii i xv. A la corona de Castella, la seva organització interna fou regulada i codificada pel rei Alfons X de Castella en les Siete Partidas. El seu protagonisme històric, l'aconseguiren un cop finalitzat el període de conquesta dels emirats islàmics peninsulars en la qual participaren molt activament. Van tenir un paper molt destacat també a la Croada contra Catalunya decretada pel papa Martí IV el 1285, durant la qual van exterminar l'exèrcit croat al Coll de Panissars durant la seva retirada, forçada per la manca d'aprovisionament causada pels mateixos almogàvers al tallar la via terrestre i l'almirall Roger de Llúria la marítima, on va destruir o capturar tots els vaixells enemics a la Batalla de les Formigues. En acabar la defensa de Catalunya, van participar  en la Guerra de Sicília al servei del rei Frederic II de Sicília, que va acabar el 1303. Davant del problema per desmobilitzar-los i reintegrar-los a la vida civil, foren reclutats per Roger de Flor per formar la companyia catalana d'Orient, amb la que van lluitar en terres de l'Imperi Romà d'Orient contra els invasors otomans i contra els mateixos romans en ser traïts per ells. Els almogàvers eren coneguts per la seva extrema habilitat amb les armes i la seva gran agressivitat en la batalla.

## Descripció
Vestien molt senzillament, tan sols una gonella o camisa curta (a l'estiu i a l'hivern), les polaines d'aquell temps i unes avarques de cuir. L'armament era molt lleuger: la llança, un coltell i dos dards. A més a més, al sarró hi duien pa per a dos o tres dies, i a la cintura un foguer per encendre el foc de la foguera. Els aliments, se'ls procuraven ells mateixos allí on es trobessin, però si era necessari menjaven herbes o fins i tot dejunaven. Es caracteritzaven, doncs, per la seva senzillesa i frugalitat, capaços de resistir duríssimes condicions de vida i d'atacar o escapolir-se amb una rapidesa inusual.
En temps de pau, les autoritats locals i també les reials els encomanaven tasques de vigilància de la frontera a les talaies aïllades, feines d'escoltes (vigilants nocturns), feines d'atalladors (vigilants mòbils d'una àrea) i tasques d'espionatge sobre el terreny. Quan feien incursions, els escamots eren grups d'entre cinc i quinze guerrers que entraven en terra enemiga durant tres dies. Si estaven en guerra, s'organitzaven en partides d'entre vint i trenta.

## Etimologia
Aquestes bandes de mercenaris bandits dedicats a l'assalt eren anomenades pels àrabs al-mogauar, que significa 'els que provoquen algares '. Així mateix, els graus interns d'aquestes bandes també tenen un origen etimològic àrab: aquell qui els guiava durant una de les seves incursions era anomenat adalí, de l'àrab al-dalla, 'guia', 'ensenyar el camí'; i de la mateixa manera, el cabdill que els dirigia en la incursió era anomenat almogaten, de l'àrab al-mucaddem, 'capità', 'el que dirigeix'.

## Origen sarraí
L'origen primigeni d'aquests mercenaris bandits anomenats Al-Mogauar se situa en els territoris de l'Àndalus vers el segle x. Així, la primera referència històrica documental apareix en la crònica àrab Akhbar muluk Al-Andalus, la història dels reis de l'Àndalus, escrita entre el 887 i el 955 per Àhmad ibn Muhàmmad ar-Razí, conegut entre els àrabs amb el malnom d'at-Tarikhí (‘el Cronista’) i entre el cristians com el moro Rasís. En la seva crònica, l'historiador de Qúrtuba descriu els territoris de l'Àndalus, i en arribar a la vall de l'Ebre, at-Tarikhí cita per primera vegada en la història l'existència d'unes tropes anomenades almogàvers existents a la ciutat Saraqusta, la Saragossa islàmica:
| «                                                    | Traducció al català: I la ciutat de Saraqusta fou durant molt gran temps cambra dels almoixerifs, i fou l'escollida dels guerrejadors. I quan combatien la ciutat de Saraqusta, i combatien tots els alcaids i almogàvers, per a ells l'escollien. | » |
| — Ahmad ibn Mahummad Al-Razi, Ajbàr mulùk Al-Andalus | |   |

## Adaptació aragonesa
Assentat l'origen primigeni en terres de l'Àndalus d'aquestes bandes formades per petits grups de sarraïns dedicats a l'assalt per sorpresa, seran els aragonesos els primers cristians que passaran a adaptar aquest estil de vida i a guerrejar com els seus homòlegs sarraïns, en tal manera que acabaran sent coneguts pel mateix nom d'almogàvers.
Malgrat que no existeixen cròniques coetànies als fets del segle xi o segle xii, la primera vegada que s'esmenta uns almogàvers en el bàndol cristià és quan el rei Alfons I d'Aragó i Pamplona els destinà com a pobladors del Castellar, a la ribera de l'Ebre prop de Saragossa, vers l'any 1110 o 1111, el mateix any en què després de la conquesta d'Ejea i Tauste les tropes aragoneses i navarreses es preparaven per assetjar Saraqusta. Aquesta primera menció a uns almogàvers del bàndol cristià prové de les Cròniques dels reis d'Aragó e comtes de Barcelona, obra encarregada pel rei Pere el Cerimoniós vers el 1359 i que, en la seva traducció a l'aragonès, explica que:
| «                                                                                | Traducció al català: Aprés mort d'aquest rei En Pedro, succeí en lo regne d'aquell son germà N'Anfós […] Pocs dies després s'apoderà de Tauste, i la seva església l'agregà al monestir de Sant Joan. De seguida poblà el Castellar de certs homes que vulgarment diuen Almogàvers; aqueix lloc ja havia estat poblat per son pare. El mateix any posà setge a Saragossa amb els seus aragonesos i navarresos. | » |
| — Pere el Cerimoniós, Cròniques dels reis d'Aragó e comtes de Barcelona (c.1359) | |   |

Alfons el Cast, fidel a l'amistat amb el Regne de Castella, anà el 1177 al setge d'al-madinat Kunka amb un grup de peons armats, identificats amb els almogàvers en ajut del monarca castellà.

### Origen socioeconòmic
A causa de la invasió musulmana de la península ibèrica, les guerres de la Reconquesta i les campanyes militars d'Al Ándalus, els pastors cristians de les valls pirinenques es van quedar sense poder utilitzar a l'hivern les valls que havien estat ocupades. Per a poder continuar subsistint, aquests pastors es van haver d'organitzar en bandes de saltejadors i penetrar en els dominis enemics a la recerca del necessari per a la supervivència dels seus. Durant aquestes ràtzies, que solien ser de tot just uns pocs dies, els almogàvers podien viure del terreny i dormir al ras. La instrucció necessària per a poder actuar així els venia de la seva antiga vida de pastors, ja que la majoria s'havia criat entre les muntanyes més agrestes, on la duresa del clima feia que la terra no regalés gaires recursos i calgués aprofitar al màxim els pocs presents.
Però després de moltes generacions portant aquest nou tipus de vida a la qual els havien empès els invasors, sembla clar que es va formar un autèntic esperit guerrer en aquestes comunitats de pastors, de manera que van acabar per no saber viure d'una altra manera que no fos fent la guerra. Aquesta manera de vida, a mesura que els regnes cristians avançaven cap al sud, fou adoptada pels habitants de les zones frontereres amb els territoris musulmans. Així mateix, està documentada la presència d'almogàvers de religió islàmica lluitant al costat d'almogàvers cristians.

## Companyies mercenàries d'aragonesos i catalans

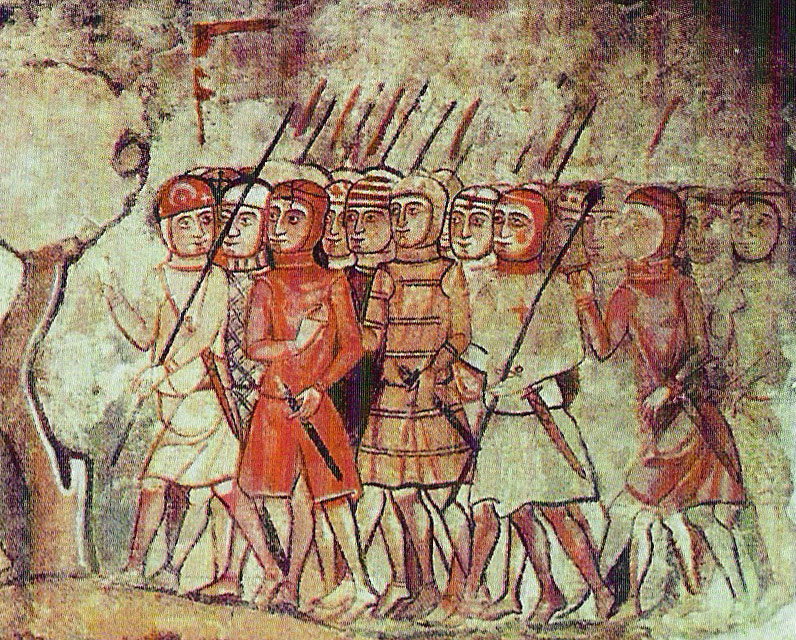
Tropes molt similars als almogàvers durant la conquesta de Mallorca

Aquesta és la famosa descripció que dels almogàvers va fer l'oficial de la Cancelleria Reial Bernat Desclot en la seva crònica anomenada Libre del rey en Pere d'Aragó e dels seus antecessors passats:
| «                                        | Aquestes gents qui han nom Almugavers son gents que no viven sino de fet de armes, ne no stan en viles ne en ciutats, sino en muntanyes e en boschs; e guerreien tots jorns ab Serrayns, e entren dins la terra dels Serrayns huna jornada o dues lladrunyant e prenent dels Serrayns molts, e de llur haver; e de aço viven; e sofferen moltes malenances que als altres homens no porien sostenir; que be passaran a vegades dos jorns sens menjar, si mester los es; e menjaran de les erbes dels camps, que sol no s'en prehen res. E los Adelits quels guien, saben les terres els camins. E no aporten mes de huna gonella o huna camisa, sia stiu o ivern; e en les cames porten hunes calses de cuyro, e als peus hunes avarques de cuyro. E porten bon coltell e bona correja, e hun foguer a la cinta. E porta cascu huna llança e dos darts, e hun cerró de cuyro en què aporten llur vianda. E son molt forts e molt laugers per fugir e per encalsar. E son Catalans e Aragonesos e Serrayns. | » |
| — Bernat Desclot, Crònica, capítol LXXIX | |   |

## Transcendència militar històrica
Els almogàvers van ser considerats com una de les millors infanteries de la seva època. En una època en què la cavalleria era l'arma predilecta dels exèrcits i en què el model de l'ideal cavalleresc era el mític a seguir, els almogàvers utilitzaven el terreny al seu favor: lluitaven de nit, anaven sempre dempeus i no feien servir cuirassa, fet que els donava una gran mobilitat.
També cal destacar que no eren ben bé un exèrcit, sinó que formaven un estil de vida molt dur: lluitaven mentre els nens i les dones miraven i aprenien a lluitar, viatjaven tots plegats: gent gran, dones i nens, i no tenien cap ofici; tot ho prenien de les ràtzies, per la qual cosa eren una gran molèstia en temps de pau per a qualsevol dirigent. Van néixer de la violència de frontera entre el món islàmic i el cristià, i de fet sovint eren la causa de les tensions frontereres. Durant les guerres, es posaven al servei de l'exèrcit, la majoria de les vegades sense sou, però amb dret al botí i a ser alimentats.
El sedentarisme va ser la seva fi.

### Graus militars
En no ser un exèrcit formal, la seva estructura jeràrquica era molt simple:
- Adalil: màxim grau entre els almogàvers, anava a cavall i guiava les tropes, el nomenava el rei en temps de guerra.
- Almugatèn: anava a peu i era un oficial intermedi, sovint nomenat pels seus companys.
- Almogàver: anava a peu i formava la tropa base.

## Història

### Guerres contra els sarraïns
Coneixem la seva existència a partir del segle xiii quan, en grups d'una dotzena de guerrers, feien incursions d'un dia o dos en terra sarraïna. Per part seva, els dirigia l'almugatèn i quan havien de cobrir un atac més important, rebien les ordres d'un adalil, de designació reial. Vivien, principalment, del botí que obtenien en les seves incursions. Anaven armats només amb un coltell, una llança i dos dards, anaven vestits amb una gonella o camisa molt curta, polaines i avarques de cuir i se'ls considerava soldats forts, frugals i molt àgils en la lluita.
Pels noms que portaven i se'ls designava, és segur que el seu origen estaria en l'organització militar sarraïna. El mateix nom d'almogàver està relacionat amb l'àrab gawara que significa 'fer una expedició militar, fer una algarada'. Però és que, a més, els que els dirigien, tant l'adalil (de l'àrab dalla, 'ensenyar el camí') com l'almugatèn (de l'àrab al-mucaddem, 'el capità, el que dirigeix') portaven termes derivats de l'àrab.
Formaven una host nombrosa, ja que Pere el Gran (1276-1285) en portà uns 15.000 en les seves expedicions a Tunis i Sicília, i lluitaren també en terres catalanes durant la croada contra la corona d'Aragó, sota comandament de Roger de Llúria, participant en la batalla del coll de Panissars.

### Les guerres italianes
Quan Jaume II va renunciar al domini catalanoaragonès de Sicília el 1295 en la pau d'Anagni per poder aliar-se amb els seus antics enemics (el rei de Nàpols Carles II d'Anjou II i el papa), el seu germà Frederic no va voler abandonar l'illa. Els exèrcits catalans que corrien per Sicília i Calàbria van posicionar-se per l'un o l'altre; molts dels qui ho feren pel rei Jaume van posar-se al servei dels Anjou i la lliga güelfa toscana i es quedaren guerrejant pels estats de la península italiana, i arribaren a lluitar contra l'emperador Enric VII el 1312. En varen destacar els cabdills Dalmau de Banyuls i l'aragonès Diego de Larrat. El primer formà una companyia de 800 o 1.000 cavallers i de 1.500 peons al servei de Venècia per recuperar el domini de Zadar, ciutat revoltada el 1313.

### La companyia catalana d'Orient
Molts es quedaren en terres sicilianes, defensant el fill de Pere, Frederic II de Sicília. Però, després de la pau de Caltabellotta (1302), molts d'altres es quedaren sense feina. Va ser llavors que es va constituir la companyia catalana d'Orient, en la qual Roger de Flor (1268-1305) els va portar a Constantinoble, i ell i els almogàvers, amb un total de 4.000 soldats, es van posar al servei de l'emperador Andrònic II, lluitant victoriosament contra els turcs a l'Àsia Menor i fent famós el seu crit de guerra: Desperta, ferro!, que proferien abans d'entrar en batalla, alhora que donaven cops a les pedres amb els ferros i les llances.
Roger de Flor va ser assassinat a Adrianòpolis (l'actual Edirne) el 4 d'abril de 1305, fet que va provocar la ira dels catalans, que ja era prou justificada per l'incompliment reiterat dels pactes per part dels grecs, un cop veieren que els catalans els havien tret el problema turc del davant. Després de la resistència heroica a Gal·lípoli durant dos anys, el 1307 la van abandonar i vagaren pel país sembrant la destrucció a consciència, fets que es coneixen com la Venjança Catalana. Hi va tenir una destacada intervenció Ramon Muntaner, que després descriuria els fets directament viscuts, i que era el tresorer de la companyia. Durant aquells anys, Berenguer d'Entença i Bernat de Rocafort s'enemistaren, fins que el primer va morir el 1306, segurament assassinat.
L'any 1310, la companyia es va establir a Atenes, on havia estat reclamada pel duc Gualter V de Brienne, a qui van derrotar en la batalla del Cefís, en què van exterminar l'exèrcit atenenc. Aleshores, establiren els ducats d'Atenes i Neopàtria, que posaren sota la senyoria nominal del Regne de Sicília. Els ducats van quedar sota el domini català fins a l'any 1388, quan van ser ocupats pels venecians.

### Guerres peninsulars

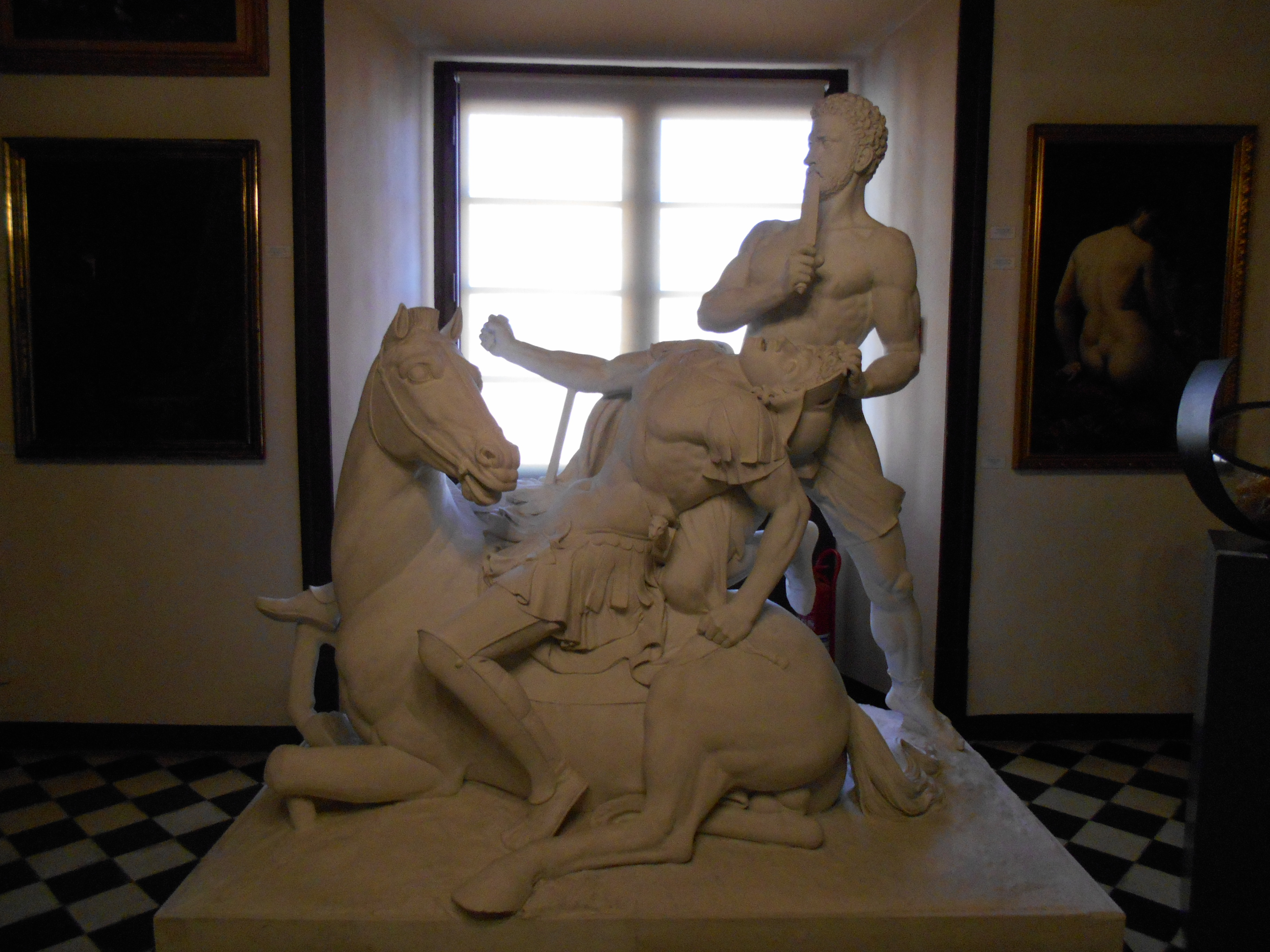
Estàtua de Damià Campeny i Estrany, Almogàver matant un cavaller francès (1836), de la Reial Acadèmia Catalana de Belles Arts de Sant Jordi.

Els almogàvers que no van participar en l'aventura grega es van distingir també en la guerra contra Castella (1296-1304), en la croada contra Almeria (1309), en les campanyes de Granada (1330-1334), contra el rei de Mallorca (1343-1344), en les expedicions a Sardenya (1353, 1354 i 1367), i encara una altra vegada contra Castella (1356-1369), però en aquesta última ja no integraven el gruix de la infanteria catalanoaragonesa, sinó que eren més aviat hosts especials per a incursions perilloses, i exploradors.
El 1384-1385, algunes partides reduïdes d'entre 30 i 100 almogàvers van participar en la guerra contra el comte d'Empúries. Poc després, defensaven el Principat de l'intent d'invasió del comte d'Armanyac el 1390, i el nou intent del comte de Foix el 1396-1397. Durant el segle xv, encara hi va haver grups d'almogàvers en les guerres italianes d'Alfons el Magnànim, però cada vegada esdevingueren menys importants. Quan caigué el Regne de Granada el 1492 i va desaparèixer la frontera peninsular entre el món musulmà i el món cristià, va desaparèixer també l'ambient que fins llavors havia generat el fenomen almogàver. A partir de llavors van desaparèixer, però hom ha destacat el fet que els miquelets de l'edat moderna tenien maneres de lluita hereves de les formes almogàvers.
Els almogàvers han estat glorificats i vituperats alhora. Ramon Muntaner en la seva Crònica ens els descriu amb detalls vívids i, a voltes, exagerats, per bé que ell els va conèixer molt de prop, ja que també va ser almogàver.
Més que ningú, van ser els almogàvers els qui van propagar el català per la Mediterrània, ja que el català era la seua llengua.

### Declivi
Tot i que a la península Ibèrica els almogàvers van dissoldre's per la manca d'un enemic amb el qual guerrejar, a la Mediterrània van desaparèixer per causes diferents. Va ser una suma de diversos fets que es van anar acumulant. El primer motiu va ser la lluita de poder que hi va haver entre els caps almogàvers. Aquesta lluita va començar quan van alliberar Berenguer d'Entença, que havia estat capturat durant l'extermini que suposà la Venjança Catalana. Quan Entença fou alliberat, aquest reclamà la seva posició de cabdill que tenia anteriorment, però els almogàvers van donar suport al seu nou cap Bernat de Rocafort. Això provocà un conflicte intern entre Entença, a qui donaven suport alguns nobles i aragonesos, contra Bernat. En una d'aquestes disputes, Berenguer d'Entença fou assassinat i hi quedà únicament com a dirigent Bernat de Rocafort; tot i així, aquesta disputa no seria fàcilment oblidada per la companyia catalana d'Orient.
Rocafort, però, s'anà convertint en un tirà amb el temps. Va perdre algunes batalles contra els exèrcits grecs; va començar a perdre el senderi i, fins i tot, es va atorgar el dret de cuixa sobre les dones i filles de la seva tropa. Els almogàvers van arreglar el problema capturant Rocafort i lliurant-lo a l'enemic, que el deixà morir de deshidratació a Aversa. Amb l'absència de l'adalil, es va crear el "Consell de dotze", que va restablir l'ordre i va continuar amb la campanya de conquestes.
Van rebre més ofertes, però altra vegada no van pagar el que pertocava i van veure's lligats altre cop a una batalla pel seu honor. En la Batalla de Cefís, els catalans van aconseguir una victòria decisiva i pràcticament van exterminar tota la noblesa francesa, i es convertiren en amos i senyors del ducat d'Atenes. Van casar-se amb les vídues dels morts, van ocupar els castells, van imposar el seu govern i van substituir el francès per la seva llengua, el català.
Però aquest sedentarisme va ser la perdició de la companyia. La manca d'un sistema de successions clar, com s'havia demostrat anteriorment, combinat amb les conspiracions de les famílies locals, la desmilitarització i falta de renovació de la societat almogàver i els atacs dels seus antics rivals, que encara no havien acceptat la pèrdua de la zona, van fer que s'anessin perdent les zones conquerides de mica en mica. Atenes va ser assetjada durant quinze mesos per una unió de soldats de Florència i Navarra. Finalment, el 1390, es van perdre les últimes possessions de la corona a Orient, i es desfeu així la companyia.

## Festes de moros i cristians
Actualment, els almogàvers són una de les comparses o filades més populars de les festes de moros i cristians celebrades a les comarques de l'interior d'Alacant, des de la fundació de la "Comparsa de Almogávares" de Villena, al 1953.

## "Cor dels Almogàvers"
De l'obra "Los pirineus: obra dramàtica en un prolech y tres actes" de Victor Balaguer (1911):

 Aur! Aur! Desperta, ferro!
Deus aia! 
...
Veyentnos sols venir, los pobles ja flamejen: 
veyentnos sols passar, son bec los corbs netejen.
La guerra y lo saqueig, no hi ha mellors plahers. 
Avant, almugavers! Que avisin als fossers! 
La veu del somatent nos crida ja a la guerra. 
Fadigues, pluges, neus, calors resistirem, 
y si'ns abat la sòn, pendrèra per llit la terra,
y si'ns rendeix la fam carn crua menjarem! 
Desperta ferro! Avant! Depressa com lo llamp 
cayèm sobre son camp! 
Almugavers, avant! Anem allí a fer carn! 
Les feres tenen fam! 